# Palmer Luckey

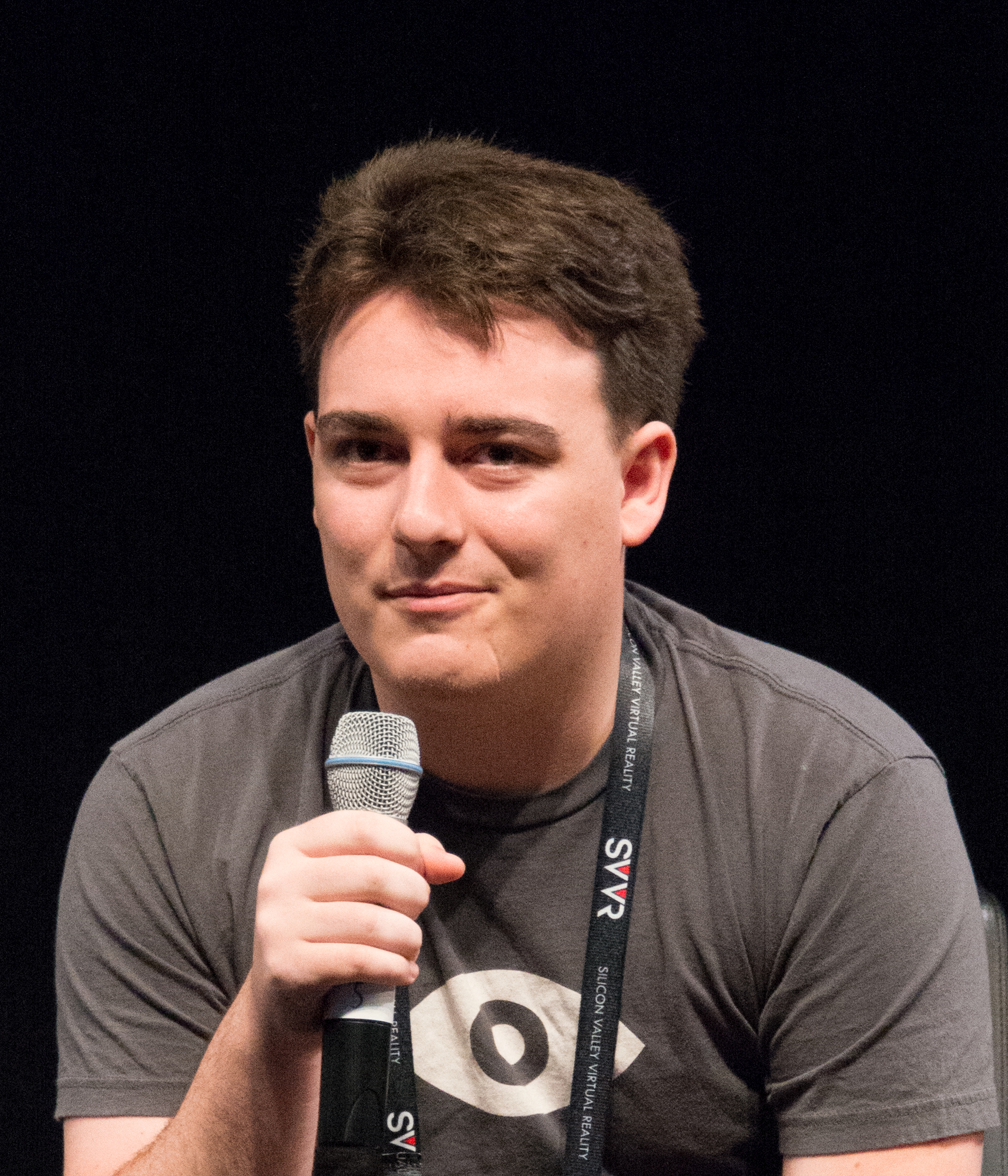
Palmer Luckey, 2014

Palmer Freeman Luckey (* 19. September 1992 in Long Beach, Kalifornien) ist ein US-amerikanischer Unternehmer und Gründer von Oculus VR und Erfinder der Oculus Rift, einem Virtual-Reality-Headset.

## Leben
Wegen seiner Unzufriedenheit mit der damaligen Situation von Virtual-Reality-Geräten ging Luckey Mitte 2011 an das Institute for Creative Technologies der University of Southern California, um dort einen Prototyp zu entwickeln. Gleichzeitig begann er, in seiner Garage zu experimentieren.
Luckey äußerte in Interviews, dass es immer sein Ziel war, Videospiele mit VR-Technologie zu spielen und er sich deswegen die weltweit größte Sammlung an Head-Mounted Displays angelegt habe.
Im Vorfeld der Präsidentschaftswahl in den Vereinigten Staaten 2016 finanzierte er eine als 501(c)4 social welfare organization registrierte Organisation, um Anti-Hillary-Clinton-Internetphänomene und Straßenanzeigen zu erstellen.
Im März 2017 hat Palmer Luckey aus unbekannten Gründen Oculus VR verlassen.
Im Juni 2017 gründete Palmer Luckey mit drei ehemaligen Mitarbeitern von Palantir das Rüstungsunternehmen Anduril. Durch einen der Mitgründer hatte das Unternehmen bereits gute Beziehungen zur damaligen Trumpregierung in den USA. Das Unternehmen arbeitet an Überwachungssystemen für Grenzkontrollen und testet das System an der texanischen Grenze. Nach der Inbetriebnahme 2018 erfolgten in den ersten 12 Tagen, unterstützt durch das System, 55 Festnahmen nach entdeckten Grenzübertritten. Zum Produktprogramm gehörten 2024 auch diverse, zum Teil bewaffnete, unbemannte Luft-, Wasser- und Landfahrzeuge, sowie mobile Türme zur Umgebungs- und Fernmeldeüberwachung und der elektronischen Aufklärung.
2022 stellte Luckey ein Virtual-Reality-System vor, welches beim Ableben des virtuellen Spielcharakters den realen Videospieler ebenfalls tötet. Umgesetzt werden soll dies durch eine VR-Brille, welche den entsprechenden Game-Over-Screen im Spiel erkennt und drei Sprengladungen detonieren lässt, wodurch laut Luckey auf der Stelle das Gehirn des Anwenders zerstört würde. Luckey betont, dass dies bisher nur ein Experiment und Büro-Kunst sei und stellte in Frage, ob das System überhaupt funktioniere. Die Erfindung soll laut Luckey einen Denkanstoß darstellen, der an unerforschte Wege im Spieldesign erinnern soll.
Privates
Seine Schwester Ginger Luckey heiratete 2021 den republikanischen Politiker Matt Gaetz.

## Facebook
Oculus VR wurde im März 2014 von Facebook für 2 Milliarden US-Dollar übernommen. Obwohl Luckeys Anteil an Oculus VR nicht veröffentlicht wurde, schätzte das Forbes-Magazin das Nettovermögen des Gründers im Jahr 2015 auf 700 Millionen US-Dollar.

### Entlassung und politische Kontroverse
Im September 2016 wurde berichtet, dass Palmer Luckey 10.000 US-Dollar an Nimble America gespendet hatte, eine Pro-Donald-Trump-Gruppe. Diese brachte eine Werbetafel mit dem Bild der Präsidentschaftskandidatin von 2016, Hillary Clinton, und der Überschrift „Too Big to Jail“ an.
Nach seiner Entlassung aus dem Unternehmen engagierte Luckey einen Anwalt für Arbeitsrecht und verhandelte gemeinsam eine Auszahlung von mindestens 100 Millionen US-Dollar aus. Er argumentierte, dass Facebook gegen das kalifornische Recht verstoßen habe, weil es angeblich einen Mitarbeiter wegen politischer Aktivitäten bestraft habe.

## Vermögen
Gemäß dem Forbes Magazin betrug das Vermögen von Palmer Luckey etwa 1,3 Mrd. US-Dollar mit Stand 2022 und erhöhte sich 2024 auf 2,3 Mrd. US-Dollar.